# فرانسيسكو ريكو
فرانسيسكو مانويل ريكو كاسترو (بالإسبانية: Francisco Manuel Rico Castro)‏ (مواليد 3 أغسطس 1987 - بورتونوفو ، إسبانيا) هو لاعب كرة قدم إسباني ، يلعب في مركزي خط الوسط المحوري والدفاعي ، ويلعب حاليًا لنادي إيبار الإسباني معارًا من نادي غرناطة لموسم واحد من 26 أغسطس 2016 إلى 30 يونيو 2017.

## روابط خارجية
- فرانسيسكو ريكو على موقع قاعدة بيانات كرة القدم.إي يو (الإنجليزية)
- فرانسيسكو ريكو على موقع Soccerbase.com (لاعب) (الإنجليزية)
- فرانسيسكو ريكو على موقع Soccerway.com (الإنجليزية)
- فرانسيسكو ريكو على موقع عالم كرة القدم.نت (الإنجليزية)
- فرانسيسكو ريكو على موقع AS.com (الإسبانية)